# Casa Corrino

El león dorado símbolo de los Corrino.

Casa Imperial Corrino o Casa Corrino es una familia noble ficticia de la serie de novelas de Dune, del escritor estadounidense Frank Herbert. La antigua casa Butler (que dio nombre a la Yihad Butleriana), cambia su nombre tras el último enfrentamiento, la Batalla de Corrin, en que los humanos lograron vencer a las máquinas que los esclavizaban. El jefe de la Casa Corrino era al mismo tiempo el Emperador del Universo Conocido, que ocupaba el llamado Trono del León de Oro. Su guardia personal eran los Sardaukar.
Las restantes Grandes Casas rendían tributo, como Emperador, a la Casa Corrino.
El último de los Corrino muere a manos de una Habladora Pez por orden del Dios Emperador Leto II